# 古屋健三 (陸軍軍人)
古屋 健三（ふるや けんぞう、1895年（明治28年）2月7日 - 1957年（昭和32年）3月10日）は、大日本帝国陸軍軍人。最終階級は陸軍少将。

## 経歴
1895年（明治28年）に和歌山県で生まれた。陸軍士官学校第30期、陸軍大学校第43期卒業。1938年（昭和13年）6月に航空兵団参謀に就任し、1939年（昭和14年）3月9日に陸軍航空兵大佐に進級、8月1日に陸軍航空本部第4課長兼陸軍航空総監部第2課長に転じた。1941年（昭和16年）3月に教導飛行第208戦隊長に就任し、1942年（昭和17年）8月1日に白城子陸軍飛行学校航法部長を経て、10月15日に第19飛行団長に転じた。
1944年（昭和19年）3月1日に陸軍少将に進級し、7月18日に第12飛行師団長心得（防衛総司令部・第6航空軍）に就任した。同年9月13日に常陸教導飛行師団長に転じ、1945年（昭和20年）4月15日に下志津教導飛行師団長に就任。同年7月16日に第2航空軍参謀長（航空総軍）に転じ、8月9日のソ連対日参戦の際には航空監視哨より敵侵攻の緊急電報が届き、隷下部隊を使用して前線の敵情視察を実施。8月12日に隷下部隊の独立第15飛行団・独立第101教育飛行団を西正面のソ連軍に対し攻撃を実施させた。8月14日にはソ連軍装甲車35両撃破、8月15日午前には自動車135両撃破の報告が挙がるなど大なる戦果を挙げたが、同日正午の玉音放送により積極的攻撃を中止。8月16日には関東軍より停戦命令を受領した。
1948年（昭和23年）1月31日、公職追放仮指定を受けた。

## 栄典
- 1945年（昭和20年）5月17日 - 勲二等瑞宝章[6]